# Juan Agustín Ortiz Estrada
Juan Agustín Ortiz Estrada (San Luis, 1822 - Buenos Aires, 13 de julio de 1894) fue un militar y político argentino, que ejerció como Gobernador de la Provincia de San Luis entre 1870 y 1873.

## Biografía
Formó parte del ejército provincial puntano desde su juventud y prestó servicios como jefe de la frontera sur de su provincia. Formó parte del contingente de su provincia que participó en la Batalla de Pavón a órdenes de Justo José de Urquiza. Posteriormente pasó a la provincia de Buenos Aires, donde prestó servicios en la lucha contra los indígenas.
En 1865, al estallar la Guerra de la Triple Alianza, fue enviado a su provincia a reunir el contingente que debía aportar esta para el Ejército Argentino. Trasladó las tropas al frente de batalla y participó en los combates de Boquerón, Curupaytí y Lomas Valentinas. Fue ascendido al grado de mayor.
De regreso en su provincia, el prestigio militar lo lleva a ser el candidato "natural" del partido gobernante a la gobernación. Elegido gobernador, asumió el gobierno el 
21 de noviembre de 1870.
Su principal preocupación fue fomentar la educación primaria: construyó un gran número de escuelas y las proveyó de maestros. Promulgó una ley que hacía obligatoria la educación primaria y creaba instituciones dedicadas especialmente al control de la misma. El presidente Sarmiento premió ese esfuerzo con la asignación de un premio de 10 000 pesos para su utilización en escuelas, ya que había logrado sumar un número de alumnos inscriptos que superaba la décima parte de sus habitantes.
Estableció becas para estudiar en los mejores colegios secundarios del país, especialmente los de Buenos Aires y la Provincia de Entre Ríos. Creó una biblioteca a la que dotó con gran cantidad de libros.
Debió enfrentar la epidemia de fiebre amarilla de 1871, momento en que se inició la erección del Hospital de Caridad, que se terminó bajo su mandato.
Inició un sistema de caminos hacia la mayor parte de los pueblos del interior de la provincia, y hacia las provincias vecinas, promoviendo la instalación de oficinas de la empresa de Mensajerías Argentinas, que comunicó la provincia con el resto del país regularmente.
En 1871 promovió la reforma de la constitución provincial, e intentó modernizar las estructuras administrativas del estado. Fundó formalmente los pueblos de Villa de la Quebrada y Nogolí, dando cierto orden a asentamientos anteriores. También reorganizó los pueblos de El Trapiche, San Francisco del Monte de Oro y Quines.
Dejó el mando de la provincia el 21 de noviembre de 1873, continuando como comandante de las milicias provinciales. Durante su mandato había organizado un regimiento de 800 milicianos, y sobre la base de éste sostuvo la defensa de la frontera sur de la provincia. Posteriormente formó parte de la Campaña al Desierto del general Julio Argentino Roca.